# Orthopsyllus rugosus
Orthopsyllus rugosus är en kräftdjursart som beskrevs av Nicholls 1941. Orthopsyllus rugosus ingår i släktet Orthopsyllus och familjen Orthopsyllidae. Inga underarter finns listade i Catalogue of Life.